# عملية أساسية

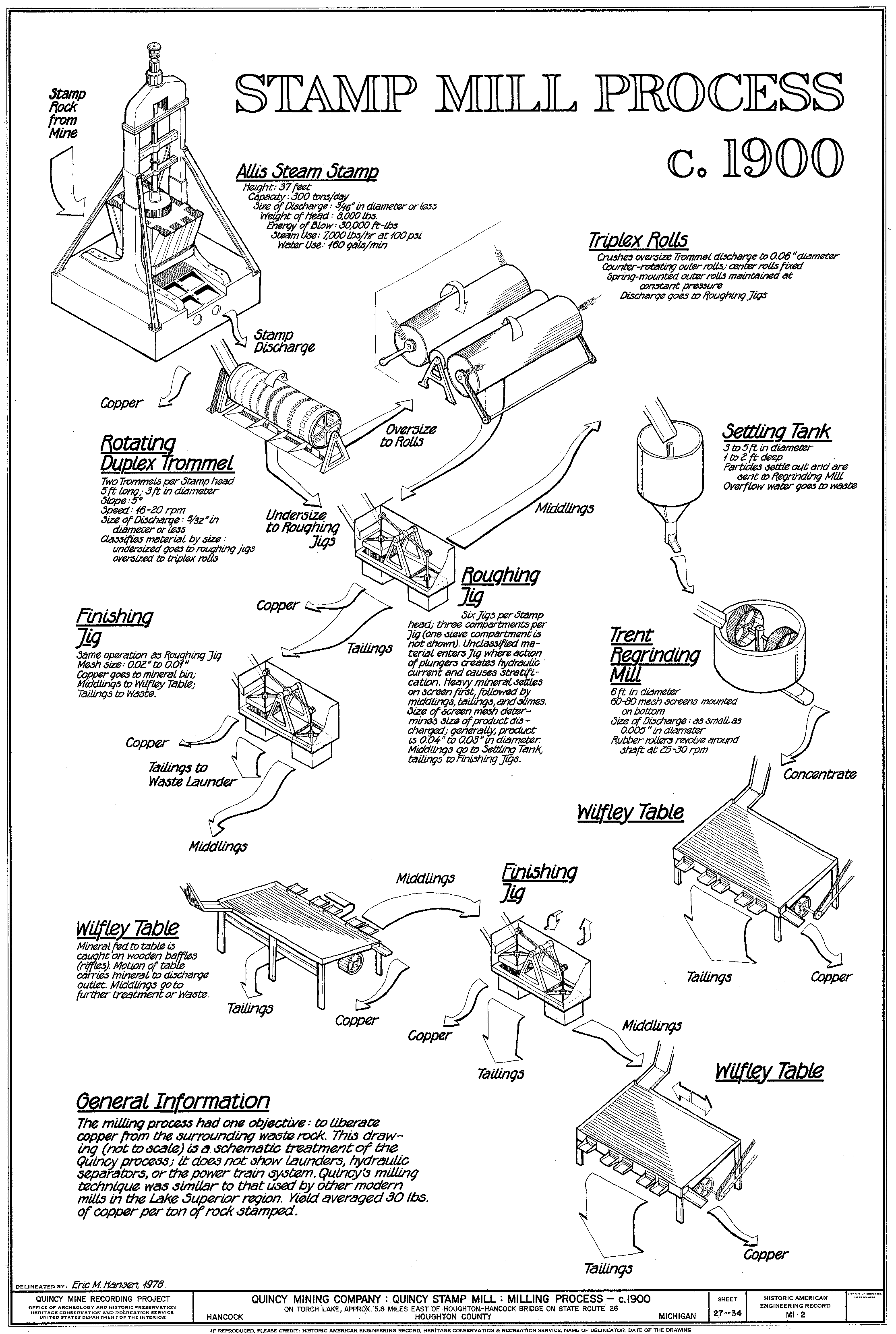

في الهندسة الكيميائية : العملية الأساسية unit operation هي الخطوة أو المرحلة الأساسية في أي معلاج (process). مثلا في عملية معالجة الحليب (milk processing)، يوجد المجانسة (homogenization)، تعقيم (pasteurization)، التعليب (packaging) كلها تمثل عمليات أساسية في الإجراء الكلي. كل إجراء أو معالجة كيميائية تتألف من عدة عمليات أساسية للوصول للمنتج النهائي.
العمليات الأساسية في الهندسة الكيميائية تتألف من خمسة أصناف :
1. عمليات جريان السوائل : تتضمن انتقال الموائع (fluids transportation)، ترشيح (filtration)، تمييع الأصلاب (solids fluidization).
2. عمليات نقل الحرارة (heat transfer) : تتضمن تبخير (evaporation)، تكاثف (condensation)، الخ..
3. عمليات نقل الكتلة : تتضمن ادمصاص الغاز (gas absorption)، التقطير (distillation)، استخلاص (extraction)، ادمصاص (adsorption)، تجفيف (drying) الخ..
4. عمليات ترموديناميكية : تتضمن تسييل الغازات (gas liquefaction)، التجميد (refrigeration)، الخ.
5. عمليات ميكانيكية : تتضمن انتقال الأصلاب (solids transportation)،

crushing and pulverization، النخل (screening and sieving).
يمكن أيضا تصنيف العمليات الأساسية في ثلاثة تصنيفات ك
- دمج (مثل المزج mixing)
- فصل (مثل التقطير)
- تفاعل (مقل التفاعل الكيميائي)